# Ziyad Al-Kord
Ziyad Saeed Al-Kord bin Samir, noto semplicemente come Ziyad Al-Kord (in arabo زياد الكرد‎?; Gaza, 24 luglio 1974), è un ex calciatore palestinese, di ruolo attaccante.

## Carriera

### Nazionale
Ha debuttato in Nazionale il 6 giugno 1997, nell'amichevole Palestina-Giordania (0-0). Ha messo a segno la sua prima rete con la selezione palestinese il 27 agosto 1998, nell'amichevole Palestina-Siria (1-2). Ha partecipato, con la selezione palestinese, ai Giochi panarabi 1999, al Campionato WAFF 2002, al Campionato WAFF 2004 e alla Coppa araba 2002. È sceso in campo, inoltre, nelle qualificazioni ai Mondiali 2002, 2006 e nelle qualificazioni alla Coppa d'Asia 2000 e 2007. Ha totalizzato, con la selezione palestinese, 29 presenze e 10 reti, risultando il quinto miglior marcatore della storia della nazionale palestinese.

## Statistiche

### Cronologia presenze e reti in nazionale
| Cronologia completa delle presenze e delle reti in nazionale ― Palestina | Cronologia completa delle presenze e delle reti in nazionale ― Palestina | Cronologia completa delle presenze e delle reti in nazionale ― Palestina | Cronologia completa delle presenze e delle reti in nazionale ― Palestina | Cronologia completa delle presenze e delle reti in nazionale ― Palestina | Cronologia completa delle presenze e delle reti in nazionale ― Palestina | Cronologia completa delle presenze e delle reti in nazionale ― Palestina | Cronologia completa delle presenze e delle reti in nazionale ― Palestina |
| Data                                                                     | Città                                                                    | In casa                                                                  | Risultato                                                                | Ospiti                                                                   | Competizione                                                             | Reti                                                                     | Note                                                                     |
| ------------------------------------------------------------------------ | ------------------------------------------------------------------------ | ------------------------------------------------------------------------ | ------------------------------------------------------------------------ | ------------------------------------------------------------------------ | ------------------------------------------------------------------------ | ------------------------------------------------------------------------ | ------------------------------------------------------------------------ |
| 6-6-1997                                                                 | Gerico                                                                   | Palestina                                                                | 0 – 0                                                                    | Giordania                                                                | Amichevole                                                               | -                                                                        |                                                                          |
| 26-7-1998                                                                | Beirut                                                                   | Palestina                                                                | 1 – 2                                                                    | Siria                                                                    | Amichevole                                                               | 1                                                                        |                                                                          |
| 27-8-1999                                                                | Amman                                                                    | Siria                                                                    | 1 – 1                                                                    | Palestina                                                                | Giochi panarabi 1999 - Gironi                                            | 1                                                                        |                                                                          |
| 29-8-1999                                                                | Amman                                                                    | Giordania                                                                | 4 – 1                                                                    | Palestina                                                                | Giochi panarabi 1999 - Semifinali                                        | 1                                                                        |                                                                          |
| 31-3-2000                                                                | Doha                                                                     | Qatar                                                                    | 1 – 0                                                                    | Palestina                                                                | Qual. Coppa d'Asia 2000                                                  | -                                                                        |                                                                          |
| 4-3-2001                                                                 | Wanchai                                                                  | Hong Kong                                                                | 1 – 1                                                                    | Palestina                                                                | Qual. Mondiali 2002                                                      | -                                                                        | 57’ 77’                                                                  |
| 8-3-2001                                                                 | Wanchai                                                                  | Palestina                                                                | 1 – 2                                                                    | Qatar                                                                    | Qual. Mondiali 2002                                                      | -                                                                        | 72’ 75’                                                                  |
| 20-3-2001                                                                | Doha                                                                     | Palestina                                                                | 1 – 0                                                                    | Hong Kong                                                                | Qual. Mondiali 2002                                                      | -                                                                        |                                                                          |
| 23-3-2001                                                                | Doha                                                                     | Qatar                                                                    | 2 – 1                                                                    | Palestina                                                                | Qual. Mondiali 2002                                                      | -                                                                        | 68’                                                                      |
| 30-8-2002                                                                | Damasco                                                                  | Siria                                                                    | 2 – 1                                                                    | Palestina                                                                | Campionato WAFF 2002 - Gironi                                            | -                                                                        |                                                                          |
| 1-9-2002                                                                 | Damasco                                                                  | Iraq                                                                     | 2 – 0                                                                    | Palestina                                                                | Campionato WAFF 2002 - Gironi                                            | -                                                                        |                                                                          |
| 16-12-2002                                                               | Al Kuwait                                                                | Palestina                                                                | 1 – 1                                                                    | Giordania                                                                | Coppa araba 2002 - Gironi                                                | 1                                                                        |                                                                          |
| 23-12-2002                                                               | Al Kuwait                                                                | Sudan                                                                    | 2 – 2                                                                    | Palestina                                                                | Coppa araba 2002 - Gironi                                                | 1                                                                        |                                                                          |
| 25-12-2002                                                               | Al Kuwait                                                                | Palestina                                                                | 3 – 3                                                                    | Kuwait                                                                   | Coppa araba 2002 - Gironi                                                | -                                                                        | 46’                                                                      |
| 18-2-2004                                                                | Al Wakrah                                                                | Palestina                                                                | 8 – 0                                                                    | Taiwan                                                                   | Qual. Mondiali 2006                                                      | 1                                                                        | 63’                                                                      |
| 26-3-2004                                                                | Damasco                                                                  | Siria                                                                    | 1 – 1                                                                    | Palestina                                                                | Amichevole                                                               | -                                                                        | 46’                                                                      |
| 31-3-2004                                                                | Al Wakrah                                                                | Palestina                                                                | 1 – 1                                                                    | Iraq                                                                     | Qual. Mondiali 2006                                                      | -                                                                        | 88’                                                                      |
| 9-6-2004                                                                 | Tashkent                                                                 | Uzbekistan                                                               | 3 – 0                                                                    | Palestina                                                                | Qual. Mondiali 2006                                                      | -                                                                        |                                                                          |
| 17-6-2004                                                                | Teheran                                                                  | Palestina                                                                | 1 – 1                                                                    | Giordania                                                                | Campionato WAFF 2004 - Gironi                                            | 1                                                                        |                                                                          |
| 19-6-2004                                                                | Teheran                                                                  | Iraq                                                                     | 2 – 1                                                                    | Palestina                                                                | Campionato WAFF 2004 - Gironi                                            | 1                                                                        |                                                                          |
| 2-9-2004                                                                 | Arad                                                                     | Bahrein                                                                  | 1 – 0                                                                    | Palestina                                                                | Amichevole                                                               | -                                                                        | 10’                                                                      |
| 8-9-2004                                                                 | Al-Rayyan                                                                | Palestina                                                                | 0 – 3                                                                    | Uzbekistan                                                               | Qual. Mondiali 2006                                                      | -                                                                        | 46’                                                                      |
| 16-2-2006                                                                | Arad                                                                     | Bahrein                                                                  | 0 – 2                                                                    | Palestina                                                                | Amichevole                                                               | -                                                                        |                                                                          |
| 18-2-2006                                                                | Riffa                                                                    | Pakistan                                                                 | 0 – 3                                                                    | Palestina                                                                | Amichevole                                                               | -                                                                        |                                                                          |
| 22-2-2006                                                                | Guangzhou                                                                | Cina                                                                     | 2 – 0                                                                    | Palestina                                                                | Qual. Coppa d'Asia 2007                                                  | -                                                                        | 36’                                                                      |
| 1-4-2006                                                                 | Dhaka                                                                    | Palestina                                                                | 11 – 0                                                                   | Guam                                                                     | Amichevole                                                               | 2                                                                        | 58’                                                                      |
| 3-4-2006                                                                 | Dhaka                                                                    | Cambogia                                                                 | 0 – 4                                                                    | Palestina                                                                | Amichevole                                                               | -                                                                        | 62’                                                                      |
| 5-4-2006                                                                 | Dhaka                                                                    | Bangladesh                                                               | 1 – 1                                                                    | Palestina                                                                | Amichevole                                                               | -                                                                        |                                                                          |
| 9-4-2006                                                                 | Dhaka                                                                    | Palestina                                                                | 0 – 1                                                                    | Kirghizistan                                                             | Amichevole                                                               | -                                                                        | 58’                                                                      |
| Totale                                                                   |                                                                          | Presenze                                                                 | 29                                                                       |                                                                          | Reti (5º posto)                                                          | 10                                                                       |                                                                          |